# Муссолини, Алессандро
Алессандро Муссолини (итал. Alessandro Mussolini, 11 ноября 1854, Монтемаджоре-ди-Предаппио — 19 ноября 1910, Форли) — итальянский кузнец и политический активист, известный как отец основателя фашизма Бенито Муссолини.
Активный сторонник революционного социализма в сочетании с национализмом, Алессандро Муссолини оказал значительное влияние на первоначальное становление политических взглядов своего сына.

## Биография
Сын Луиджи Агостино Гаспаре Муссолини (1834–1908) и Катерины Васуми (1834–1905). Появился на свет 11 ноября 1854 года в деревне  Монтемаджоре-ди-Предаппио в 10 километрах от городка Предаппио, в доме, в котором в 1849 году останавливались Джузеппе и Анита Гарибальди, бежавшие из Сан-Марино. Муссолини-старший заинтересовался политикой в 1873 году, когда ему было всего 19 лет. Уже в следующем году он принял участие в восстании в городе Предаппио, куда незадолго до этого переехал, и где в будущем родится его сын.
В 1878 году итальянская полиция направила Алессандро официальное предостережение в связи с угрозами политическим оппонентам. В том же году он был арестован по подозрению в революционной деятельности, и оставался под домашним арестом целых четыре года (1878—1882).
Муссолини-старший разделял идеи социализма, касающиеся передачи средств производства непосредственно в руки пролетариата. Условия жизни и труда современных ему итальянских рабочих казались Алессандро неприемлемыми. Социалистические взгляды Муссолини-старший сочетал с националистическими. Его кумирами были, в частности, Карло Пизакане, Джузеппе Мадзини и Джузеппе Гарибальди.

## Личная жизнь
25 января 1882 года, после освобождения из-под домашнего ареста, Муссолини женился на учительнице начальной школы и набожной католичке Розе Мальтони (1858—1905). В отличие от своей жены, Алессандро Муссолини не был верующим и негативно относился к католической церкви, но, несмотря на эти разногласия, их брак оказался в целом удачным Однако отец невесты не благословил этот брак, и в дальнейшем не менял своего решения
29 июля 1883 года у Алессандро и Розы родился первенец, которого он назвал Бенито Амилькаре Андреа в честь мексиканских социалистических деятелей Бенито Хуареса, Амилькаре Чиприани и Андреа Коста. В дальнейшем Бенито Муссолини находился под сильным влиянием политических идей своего отца. Именно от него Бенито впервые услышал о Карле Марксе и его учении. Став старше, Бенито также работал в кузнице, помогая своему отцу. 11 января 1885 года, у Алессандро родился второй сын, Арнальдо, названный в честь святого Арнольда (Арнальдо) Брешианского. 10 ноября 1888 года родилась дочь, Эдвидже. Тем временем старший Муссолини стал проявлять склонность к алкоголизму.
Несмотря на это, в 1889 году он был избран членом городского муниципалитета Предаппио, набрав 107 голосов при 115 избирателях (к голосованию допускались только мужчины).
В этот период Алессандро Муссолини организовал первый кооператив среди местных рабочих,  и отправлял короткие статьи своего авторства в различные социалистические и республиканские газеты. По случаю муниципальных выборов в июле 1902 года в Предаппио вспыхнули беспорядки, в которых Алессандро участия не принимал, но, несмотря на это, был арестован и находился под арестом шесть месяцев — до тех пор, пока суд присяжных в Форли не оправдал его.
После смерти жены Розы (1905), Алессандро Муссолини покинул Предаппио, и переехал в Форли, где стал владельцем небольшого отеля на окраине города. В Форли Алессандро часто навещал овдовевшую крестьянку Анну Ломбарди, за которой когда-то давно ухаживал в молодости: любопытная деталь состоит в том, что у женщины было пять дочерей, одной из которых была Ракеле Гиди — будущая жена его сына Бенито. В 1909 году он дал сыну и Ракеле Гиди разрешение на брак. Алессандо Муссолини скончался спустя несколько дней после своего 56-летия.
Прах в 1957 году был перенесён в склеп Муссолини на кладбище Сан-Кассиано в Предаппио.